# Cantabrochthonius asturiensis
Genre
Espèce
Synonymes
- Chthonius asturiensis Beier, 1955

Cantabrochthonius asturiensis, unique représentant du genre Cantabrochthonius, est une espèce de pseudoscorpions de la famille des Chthoniidae.

## Distribution
Cette espèce est endémique d'Espagne. Elle se rencontre en Asturies, en Cantabrie, dans le Nord de la Castille-et-León, au Pays basque et en Navarre.

## Description
Les mâles mesurent de 1,70 à 1,88 mm et les femelles de 1,70 à 2,21 mm.

## Systématique et taxinomie
Cette espèce a été décrite sous le protonyme Chthonius asturiensis par Beier en 1955 dans le sous-genre Ephippiochthonius. Quand celui-ci est élevé au rang de genre, elle est placée dans un genre distinct monotypique.

## Publications originales
- Beier, 1955 : Neue Beitrage zur Kenntnis der Iberischen Pseudoscorpioniden-Fauna. Eos, vol. 31, p. 87-122.
- Zaragoza, 2017 : Revision of the Ephippiochthonius complex in the Iberian Peninsula, Balearic Islands and Macaronesia, with proposed changes to the status of the Chthonius subgenera (Pseudoscorpiones, Chthoniidae). Zootaxa, no 4246(1), p. 1–221.